# Полицейско управление на Лос Анджелис
Полицейското управление на Лос Анджелис (на английски: Los Angeles Police Department, съкр. LAPD) e полицейската служба на град Лос Анджелис, Калифорния, САЩ.
Със своите над 10 000 полицейски служители и повече от 3000 души цивилен персонал и покриващо област от 1290 km2 с население над 3,8 милиона души то е сред най-големите правоохранителни служби в Съединените щати.
LAPD е често използвано в сюжетите на художествени филми в киното и телевизията. През своята история управлението работи по редица проблеми, предимно расова нетърпимост и полицейска корупция.